# Frauensee
Pour les articles homonymes, voir Frauensee (homonymie).
Frauensee est une ancienne commune allemande du land de Thuringe, dans l’arrondissement de Wartburg, au centre de l’Allemagne.